# Campioni del mondo di backgammon
Il seguente è l'elenco dei campioni del mondo di backgammon dal 1967 al 2017:
- 1967—Tim Holland, USA
- 1968—Tim Holland, USA
- 1969—Nessun campionato svolto
- 1970—Nessun campionato svolto
- 1971—Tim Holland, USA
- 1972—Oswald Jacoby, USA
- 1973—Carol Crawford, USA (la prima campionessa)
- 1974—Claude Beer, USA
- 1975—Billy Eisenberg, USA
- 1976—Baron Vernon Ball, USA
- 1977—Ken Goodman, USA
- 1978—Paul Magriel, USA
- 1979—Luigi Villa, Italia
- 1980—Walter Coratella, Messico
- 1981—Lee Genud, USA
- 1982—Jacques Michel, Svizzera
- 1983—Bill Robertie, USA
- 1984—Mike Svobodny, USA
- 1985—Charles-Henri Sabet, Svizzera
- 1986—Clement Palacci, Italia
- 1987—Bill Robertie, USA (il primo pluri-campione dopo Tim Holland)
- 1988—Phillip Marmorstein, Germania
- 1989—Joe Russell, USA
- 1990—Hal Heinrich, Canada
- 1991—Michael Meyburg, Germania
- 1992—Ion Ressu, Romania
- 1993—Peter Jes Thomsen, Danimarca
- 1994—Frank Frigo, USA
- 1995—David Ben-Zion, Israele
- 1996—David Nahmad, Monaco
- 1997—Jerry Grandell, Svezia
- 1998—Michael Meyburg, Germania (il secondo pluri-campione)
- 1999—Jörgen Granstedt, Svezia
- 2000—Katie Scalamandre, USA
- 2001—Jörgen Granstedt, Svezia  (il terzo pluri-campione nella storia dei campionati mondiali)
- 2002—Mads Andersen, Danimarca
- 2003—Jon Kristian Röyset, Norvegia
- 2004—Peter Hallberg, Danimarca
- 2005—Dennis Carlsten, USA
- 2006—Philip Vischjager, Paesi Bassi
- 2007—Jorge Pan, Argentina
- 2008—Lars Trabolt, Danimarca
- 2009—Masayuki Mochizuki, Giappone
- 2010—Lars "Buster" Bentzon, Danimarca
- 2011—Takumitsu Suzuki, Giappone
- 2012—Nevzat Dogan, Danimarca
- 2013—Vyacheslav Pryadkin, Ucraina
- 2014—Akiko Yazawa, Giappone
- 2015—Ali Cihangir Çetinel, Turchia
- 2016—Jörgen Granstedt, Svezia
- 2017—Didier Assaraf, Francia
- 2018—Akiko Yazawa, Giappone
- 2019—Eli Roymi, Israele

## WBGF Team Championship (Campionato del Mondo a Squadre di Backgammon)
Vincitori
- 2018— Germania
- 2019— Germania
- 2020— Danimarca
- 2021— Romania
- 2022— Italia[3]